# Le Sens du devoir 2
Série
Le Sens du devoir
(1986)
Pour plus de détails, voir Fiche technique et Distribution.
Le Sens du devoir 2 (皇家師姐, Wong ka si jie), aussi connu sous les titres Les Super flics de Hong Kong ou Yes, Madam, est un film d'action hongkongais réalisé par Corey Yuen et sorti en 1985 à Hong Kong. Produit par Sammo Hung, qui apparaît en caméo, il raconte l'histoire de l'inspectrice Ng (Michelle Yeoh) qui fait équipe avec l'inspectrice Carrie Morris (Cynthia Rothrock) pour récupérer un microfilm dérobé par inadvertance par deux voleurs médiocres, Asprin (Mang Hoi (en)) et Strepsil (John Shum). Mang Hoi remporte d'ailleurs le Hong Kong Film Award du meilleur acteur dans un rôle secondaire à la 5e cérémonie des Hong Kong Film Awards pour ce film.
Avec 10 019 862 HK$ de recettes à Hong Kong, le film n'est que le 26e plus gros succès de l'année dans la ville mais est considéré comme le premier film du genre Girls with guns.
Il a également donné lieu à plusieurs suites qui constituent la série de films Le Sens du devoir (en). Le titre en français est trompeur et laisse penser qu'il s'agit lui-même d'une suite mais en réalité il correspond à la deuxième sortie en France de la série. Sa suite, Police Action, sort l’année suivante, sous le titre Le Sens du devoir en France.

## Synopsis
À Hong Kong, l'inspectrice Ng (Michelle Yeoh) parvient à arrêter le braquage d'un fourgon blindé par un groupe de criminels. Ailleurs dans la ville, des négociations sont en cours entre un occidental et un assassin. Après que l'affaire se soit envenimée, l'assassin tue l'occidental tandis que le duo de voleurs Asprin (Mang Hoi (en)) et Strepsil (John Shum) s'immiscent dans la place pour faire les poches du la victime et voler son passeport. À l'insu de tous, l'occidental avait sur lui un microfilm secret qui contient des détails sur un groupe de criminels impliqués dans des activités illégales, notamment sur l'homme d'affaires corrompu Mr Tin (James Tien). L'inspectrice Ng arrive plus tard et a le cœur brisé lorsqu'elle découvre que l'occidental tué est Richard Nornen, son petit ami.
Après que les autorités aient découvert que Nornen travaillait sous couverture et que le microfilm a disparu, l'inspectrice écossaise Carrie Morris (Cynthia Rothrock) débarque pour aider Ng à le récupérer. Le microfilm est en possession des petits voleurs, tandis que la police le recherche pour prouver la culpabilité de Mr Tin et de ses complices, qui veulent naturellement qu'il soit détruit. Pendant ce temps, Asprin et Strepsil fourguent le passeport à Panadol (Tsui Hark) qui le vend à un criminel qui tente de quitter la ville avec lui, mais qui est arrêté par Morris à l'aéroport. Ng lui permet de partir, mais pas dans l'avion, en échange du nom de sa source. Panadol est alors arrêté et mentionne par inadvertance les noms de Asprin et Strepsil.
Mr Tin a le plus à perdre avec le microfilm et envoie trois hommes retrouver Asprin et Strepsil pour le récupérer. Strepsil s'avoue vaincu et leur redonne le microfilm. Ng et Morris arrivent alors pour arrêter Mr Tin en flagrant délit de possession de l'article, mais constatent que le microfilm est un faux fabriqué par Panadol et n'ont plus de motifs légaux pour l'arrêter. Les hommes de Tin parviennent alors à retrouver Panadol mais le battent si durement qu'ils le tuent, tandis qu'Asperin et Strepsil parviennent à vendre le vrai microfilm pour plusieurs milliers de dollars. Lorsque Strepsil constate que c'est Mr Tin qui a racheté le microfilm, Asperin et Strepsil, avec les deux policières Morris et Ng qui les suivent de près, arrivent chez Tin pour l'ultime confrontation. Pendant l'échauffourée, le microfilm est détruit et Ng et Morris sont sur le point d'être arrêtées par la police pour intrusion de domicile. Strepsil, qui vient d'apprendre la mort de Panadol, devient furieux, attrape le pistolet d'un policier et tue Tin, qui était sur le point d'être libérer en raison de la destruction des preuves.

## Fiche technique
- Titre : Le Sens du devoir 2
- Titre anglophone : Yes, Madam
- Autre titres anglophones : Police Assassins ou Police Assassins 2
- Titre original : 皇家師姐 (Wong ka si jie)
- Réalisation : Corey Yuen
- Scénario : Barry Wong
- Musique : Romeo Diaz (en) et Tang Siu-lam
- Photographie : Bill Wong Chung-piu
- Montage : Sek Chi-kong, Keung Chuen-tak et Peter Cheung
- Production : Sammo Hung
- Société de production : D & B Films
- Société de distribution : Media Asia Distribution
- Pays d'origine :  Hong Kong
- Langue : cantonais
- Genre : Action et comédie policière
- Durée : 93 minutes
- Date de sortie :
  - Hong Kong : 30 novembre 1985
  - Corée du Sud : 19 juillet 1986
  - Philippines : 28 janvier 1988
  - Portugal : 19 décembre 1989
  - Japon : 19 mai 1990

## Distribution
- John Shum : Strepsil
- Michelle Yeoh : l'inspectrice Ng (créditée sous le nom de Michelle Khan)
- Mang Hoi (en) : Asprin
- Cynthia Rothrock : l'inspectrice Carrie Morris
- Tsui Hark : Panadol
- Sammo Hung : Sifu
- Richard Ng : Cœur faible
- David Chiang : le colocataire de Sifu
- Wu Ma : un policier
- Billy Lau : l'inspecteur du parking
- Dick Wei : Willie
- James Tien : Henry Tin
- Chung Fat : Grosse Moustache
- Fruit Chan : Fruit
- Chin Ka-lok : un homme de main de Henry Tin
- Hsiao Ho (en) : un homme de main de Henry Tin
- Corey Yuen : un policier

## Production
Tout en travaillant avec une équipe de démonstration d'arts martiaux, le magazine américain Inside Kung Fu (en) contacte l'équipe de Cynthia Rothrock pour lui annoncer que D & B Film recherche un nouveau Bruce Lee pour un film. Malgré la demande d'un acteur masculin, l'équipe a quelques femmes dans son équipe et décide de montrer leurs compétences pour les proposer. Les producteurs du studio sont tellement impressionnés par Rothrock qu'ils lui offrent immédiatement le rôle dans le film et change le scénario pour remplacer le personnage par une femme. En arrivant pour tourner le film, Rothrock est surprise de son rôle car elle supposait qu'elle allait être dans un film d'arts martiaux traditionnel.
Le Sens du devoir 2 est le premier rôle principal de Michelle Yeoh qui avait précédemment remporté le titre de Miss Monde Malaisie en 1983. Elle avait alors rencontré le producteur exécutif de D & B Dickson Poon (en) pour un petit rôle dans une publicité avec la vedette Jackie Chan en 1984,,,, une apparition qui attire l'attention de la société de production D & B Films. Yeoh avait précédemment tenu des petits rôles dans The Owl vs Bombo (en) (1985) et Le Flic de Hong Kong 2 (1985) de Sammo Hung,. Pour Le Sens du devoir 2, Yeoh pris des cours de cascades pour effectuer ses propres cascades. Elle s’entraîne ainsi huit heures par jour dans un gymnase et déclare qu'elle et Rothrock ne voulaient pas que le film soit « trop dur », « nous voulions qu'on vienne le regarder en famille ».
La bande originale du film est composée par Romeo Diaz (en) qui travaillera de nouveau avec le réalisateur Yuen sur d'autres films tels que La Légende de Fong Sai-Yuk (1993). La bande-son comprend également des parties de la bande originale de Halloween (1978) de John Carpenter.

## Sortie en salles
Le Sens du devoir 2 sort à Hong Kong le 30 novembre 1985 et totalise 10 019 862 HK$ de recettes au box-office, devenant le 26e plus gros succès de l'année. La popularité du film et de sa suite Police Action conduit à la naissance de tout plein de petites sociétés de production qui font leurs propres films avec des femmes combattantes en vedette tels que les séries des Le Sens du devoir (en) et Black Cat,. Le film sort également aux Philippines sous le titre The Super Cops le 28 janvier 1988.

### Sortie en VHS et DVD
Le Sens du devoir 2 est ressorti sous différents titres. Aux États-Unis, il est d'abord sorti sous le titre Supercops. Puis avec sa suite Police Action, ils ressortent sous les titres respectifs de Ultra Force 1 et Ultra Force 2 en Europe. Ailleurs, les films sont retitrés Le Sens du devoir et Le Sens du devoir 2,,
Le Sens du devoir 2 sort en DVD sous son titre international original (Yes, Madam) le 17 novembre 1998. En 2002, le film ressort en DVD sous le titre Police Assassins au Royaume-Uni. À Hong Kong, Le Sens du devoir 2 sort en Blu-Ray le 7 juin 2011 et distribué par CMS Media Limited. Le coffret contient des versions en cantonais et en mandarin ainsi que des sous-titres en anglais.

## Accueil
À la 5e cérémonie des Hong Kong Film Awards, Mang Hoi (en) remporte le Hong Kong Film Award du meilleur acteur dans un rôle secondaire. Michelle Yeoh est nommée au prix de la meilleure nouvelle actrice et Corey Yuen et Mang sont nommés au Hong Kong Film Award de la meilleure chorégraphie d'action.
Après une critique rétrospective, la BBC donne au film la note de trois étoiles, le décrivant comme du « non-sens ironique mais néanmoins amusant » et saluant les scènes de combat avec Yeoh et Rothrock. Peter Goddard (en) (Toronto Star) juge qu'à part pour Rothrock et Yeoh, le film se concentre toujours sur les acteurs masculins. Il décrit la chorégraphie d'action de Corey Yuen comme « lisse » et « cartoonesque » mais sans scènes « particulièrement mémorables ». Dans son livre The Hong Kong Filmography, 1977-1997, John Charles donne au film un sept sur dix, estimant que « comme tous les films de genre de D & B qui ont suivi, le scénario est classique mais l'action ne l'est certainement pas ». Goddard et Charles insiste sur une scène où Michelle Yeoh saute en arrière sur un rail et passe à travers une plaque de verre,.